# Illusies (Kenya)
Illusies is het laatste deel uit de vijfdelige stripreeks Kenya bedacht door Léo en Rodolphe en getekend door Léo. Het album werd uitgebracht in 2008 bij uitgeverij Dargaud.